# المعهد الفرنسي للجيوسياسة
المعهد الفرنسي للجيوسياسة (بالفرنسية: Institut français de géopolitique)‏ هو معهد فرنسي تأسس في 1989 من قبل إيف لاكوست، وهو تابع لجامعة باريس 8. يقدم المعهد الدكتوراه الوحيدة في فرنسا المختصة في الجيوسياسة. وحدة أبحاث المعهد هي مركز البحث والتحليل في الجيوسياسة (CRAG).

## الاختصاصات
يقدم المعهد الاختصاصات التالية:
- دكتوراه في الجغرافيا، اختصاص جيوسياسة.
- ماجستير في الجغرافيا، اختصاص جيوسياسة:
  - ماجستير مهني: الجيوسياسة المحلية والحوكمة الترابية.
  - ماجستير بحثي: الجيوسياسة، المناطق وتحديات السلطة (ثلاثة اختصاصات فرعية: إدارة المخاطر الجيوسياسية والدفاع، الاستراتيجية السبرانية وعلم البيانات، الفضاء الروسي وما بعد الاتحاد السوفيتي).

## محاور البحث
- الجيوسياسة ورسم الخرائط للفضاء الإلكتروني (بالتعاون مع منبر كاستكس للإستراتيجية السبرانية ومعهد الدراسات العليا للدفاع الوطني).
- الأقليات والأمم في الدول الديمقراطية
- البحر المتوسط والعالم المتوسطي.
- الاقتصاد والجيوسياسة.
- النمو والتنمية والجيوسياسة.
- القضايا الجيوسياسية للتهيئة.
- الهجرة والاندماج والعزل الحضري.
- إعادة تصميم الهويات والأقاليم في أفريقيا.

## طلبة قدامى
- سيلفان تيسون، كاتب ورحالة فرنسي.
- فرانك تيتار، عالم في الجيوسياسة فرنسي.
- سيدريك ليفاندوفسكي، موظف سامي فرنسي.
- فريديريك أنسيل، عالم في الجيوسياسة فرنسي.
- فيليب سوبرا، جغرافي فرنسي.
- روعة أوجيه، مذيعة لبنانية.
- سنية الجديدي، مديرة سابقة لمنظمة وكالة إعانة التعاون الفني والتنمية.
- فريدريك دوزيه، مديرة منبر كاستكس للإستراتيجية السبرانية.

## مقالات ذات صلة
- جامعة باريس 8
- مرصد الدراسات الجيوسياسية
- هيرودوت (مجلة علمية)

## روابط خارجية
- الموقع الرسمي.